# Mystina
Mystina is een geslacht van vlinders van de familie venstervlekjes (Thyrididae).

## Soorten
- M. guttistigma (Hampson, 1906)
- M. humeralis (Whalley, 1971)
- M. jacanda (Whalley, 1971)
- M. tincta (Whalley, 1971)